# Vincenzo Chialli

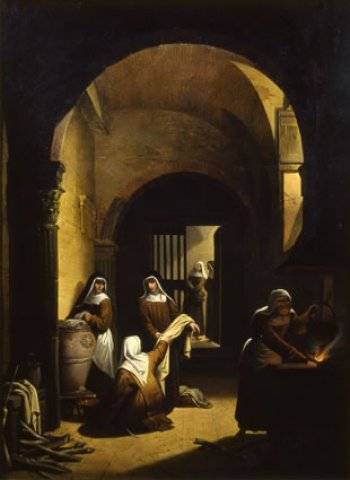
Il bucato delle cappuccine (1835 c.)
Galleria Nazionale d'Arte Moderna e Contemporanea di Roma

Vincenzo Chialli (Città di Castello, 27 luglio 1787 – Cortona, 24 settembre 1840) è stato un pittore italiano neoclassico, attivo nella fine del 1700 e nella prima metà del 1800. Si cimentò nella rappresentazione di scene sacre, storiche e di genere.

## Biografia
Vincenzo Chialli, nato a Città di Castello il 27 luglio 1787, fu allievo di Giuseppe Crosti insieme al fratello Giuseppe, scultore. Poté completare la sua formazione artistica a Roma grazie a un sussidio elargitogli dal Municipio di Città di Castello. A Roma fu allievo di Vincenzo Camuccini e entrò in contatto con Canova e Thorvaldsen, esponenti rappresentativi del neoclassicismo. A Roma eseguì dei lavori su commissione di Pio VII. Svolse la sua attività a Urbino, Sansepolcro, Venezia, Pesaro e a Cortona. 

Nel 1815 soggiornò ancora una volta a Roma dove dipinse il Cimitero dei frati Cappuccini e la Messa cantata. 
Nel 1822 tornò a Città di Castello dopo un periodo passato in varie cittadine dell'Umbria e a Firenze dove si conquistò una buona notorietà. A Città di Castello aprì uno studio insieme al Crosti.

Nel 1837 fondò una “Scuola di Disegno” a Sansepolcro, cinquant'anni dopo denominata “Scuola d'Arte applicata all'Industria” che oggi è l'Istituto d'arte di Sansepolcro. Tra i suoi allievi è annoverato il pittore Angiolo Tricca che gli succedette nella direzione della stessa Scuola di Disegno quando il Chialli fu chiamato a dirigere quella di Cortona dove la morte lo colse il 24 settembre del 1840 a soli cinquantatré anni d'età.

## Opere
- Autoritratto Pinacoteca Civica Città di Castello
- Sant'Andrea e Santa Lucia - disegno
- Messa cantata Palazzo Pitti Firenze
- Il cimitero dei Padri cappuccini Palazzo Pitti Firenze
- Cappoleone Guelfucci ritratto 1820 Galleria nazionale d'arte moderna e contemporanea
- Madonna col Bambino dormiente 1823 Galleria nazionale d'arte moderna e contemporanea
- Incredulità di S. Tommaso 1831 Chiesa parrocchiale di San Giovanni Battista di Marsciano
- Vergine del Rosario con Bambino, San Domenico, San Francesco  Chiesa Collegiata Santa Maria di Montone
- Sant'Albertino da Montone  Chiesa di Santa Maria di Montone
- Il bucato delle Cappuccine 1835 c. Galleria nazionale d'arte moderna e contemporanea
- Dante Alighieri accolto nel convento dei camaldolesi di Fonte Avellana 1838 collezione privata
- L'ultima comunione di Santa Margherita da Cortona collezione privata Roma
- Raffaello e fra' Bartolomeo al convento di San Marco
- quattro tele, commissionate dal vescovo Florido Pierleoni (1802-1829), per la Cattedrale di Acquapendente tra cui un Battesimo di Gesù nel Giordano oggi disperso.